# Бреш (Морбијан)
Бреш (фр. Brech) насеље је и општина у северозападној Француској у региону Бретања, у департману Морбијан која припада префектури Лорјен.
По подацима из 2011. године у општини је живело 6540 становника, а густина насељености је износила 160,06 становника/km². Општина се простире на површини од 40,86 km². Налази се на средњој надморској висини од 45 метара (максималној 66 m, а минималној 0 m).

## Демографија
| 1962. | 1968. | 1975. | 1982. | 1990. | 1999. | 2011. |
| ----- | ----- | ----- | ----- | ----- | ----- | ----- |
| 2.896 | 2.909 | 3.079 | 3.554 | 3.990 | 4.500 | 6.540 |

График промене броја становника у току последњих година